# Mwindo Fossae
Le Mwindo Fossae sono una struttura geologica della superficie di Plutone.